# Raúl Vaz-Ferreira
Raúl Vaz-Ferreira-Raimondi (* 16. März 1918 in Montevideo; † 27. Oktober 2006 ebenda) war ein uruguayischer Zoologe und Hochschullehrer, der sich mit verschiedenen Wirbeltiergruppen befasste.

## Leben
Vaz-Ferreira war ein Sohn des uruguayischen Philosophen Carlos Vaz Ferreira Ribeiro und seiner Frau Elvira Graciana Raimondi Bianchi. Die prominente Autorin María Eugenia Vaz Ferreira war seine Tante. Er hatte sieben Geschwister. Er heiratete Nina Wilson Lafone, mit der er die beiden Kinder George Vaz-Ferreira Wilson und Kathryn Wood hatte.
Ursprünglich begann er ein Medizinstudium, wandte sich jedoch aufgrund seines Interesses an der Natur der Biologie zu. Er belegte Kurse in Biologischen Wissenschaften, die von Clemente Estable geleitet wurden, sowie in Höherer Zoologie, unterrichtet von Ergasto H. Cordero. Der Einfluss dieser Wissenschaftler führte zu einer Neuorientierung seiner beruflichen Laufbahn in Richtung Zoologie. Um seine Kenntnisse in diesem Fachgebiet zu vertiefen, führte er umfassende Studien zoologischer Sammlungen durch und absolvierte Praktika an angesehenen Universitäten, darunter Institutionen in London, Paris, New York City, Washington, D.C., Stanford und Chicago.
Von 1942 bis 1960 war er Leiter der Biologieabteilung der wissenschaftlich-technischen Abteilung des Servicio Oceanográfico y de Pesca. Von 1944 bis 1962 war er Lehrer an Sekundarschulen und Pädagogischen Hochschulen. Von 1953 bis 1957 war er Leiter des zoologischen Labors des Biologischen Forschungsinstituts Clemente Estable. Von 1960 bis 1962 war er Direktor der wissenschaftlich-technischen Abteilung des Servicio Oceanográfico y de Pesca. Von 1962 bis 1998 war er Leiter der Abteilung für Wirbeltierzoologie des Museo Nacional de la Histórica Natural y de la Anthropología. 
Vaz-Ferreira beteiligte sich an einer wissenschaftlichen Studienreise in die Aleuten und die Beringsee, um Informationen zur Bewirtschaftung von Robben zu erlangen. Diese Erkenntnisse trugen maßgeblich zur Entwicklung eines konservatorischen Managements für die uruguayischen Küsten- und Inselpopulationen dieser Säugetiere bei, das auf wissenschaftlichen Grundlagen basierte.  Besonders im Hinblick auf die Seebären gelang es, die lokalen Bestände dieser Art trotz jährlicher Jagdaktionen von mehreren Hundert Exemplaren zu stabilisieren, sodass sie zu den größten der Welt zählten.
Im Jahr 1968 schloss er sein Studium der Biowissenschaften mit der Licenciado ab und begann seine Forschungen am Museo Nacional de la Histórica Natural y de la Anthropología. Er spezialisierte sich auf Wirbeltiere, insbesondere auf die Ökologie und Ethologie der Südamerikanischen Seebären. Er zeichnete sich auch bei der Erforschung der saisonalen Killifische Uruguays aus, bei denen er nicht nur ihre Lebensweise studierte, sondern auch mehrere Arten für die Wissenschaft erstbeschrieb. In der Herpetologie widmete er sich der Fortpflanzung und der systematischen Verhaltensforschung der Amphibien und Reptilien Uruguays, einer Herpetofauna, die er durch die Beschreibung einer neuen Geckoart für die Wissenschaft bereicherte. Von Beginn seiner Forschungen an setzte er sich für den Natur- und Artenschutz ein, insbesondere für die Feuchtgebiete.
Bei der Erforschung der Vögel interessierte er sich für die Töpfervögel und ihre komplexen Nestbautechniken. Im Jahr 1950 war er der letzte Forscher, der ein Paar des heute wahrscheinlich ausgestorbenen Türkisaras (Anodorhynchus glaucus) in freier Wildbahn acht Kilometer südlich von Bella Unión im Departamento Artigas, im Nordwesten Uruguays beobachten konnte.
Nach der Verteidigung seiner Dissertation wurde ihm am 12. August 1997 der Doktortitel in den Biowissenschaften verliehen. Er war Professor der Besoldungsgruppe 5 im Bereich Biologie des Programms für die Entwicklung der Grundwissenschaften (Programa para el Desarrollo de las Ciencias Básicas, PEDECIBA). Bis zu seiner Pensionierung am 1. Juli 1999 war er Professor für Wirbeltierzoologie an der Fakultät für Geistes- und Naturwissenschaften der Universidad de la República, eine Position, die er ab 1950 innehatte. In seinem Ruhestand arbeitete er jedoch weiterhin als freier Dozent.
Vaz-Ferreira gehört zu den Erstbeschreibern der Geckoart Homonota uruguayensis (Vaz-Ferreira & Sierra de Soriano, 1961) sowie der Fischarten Austrolebias cheradophilus (Vaz-Ferreira, Sierra de Soriano & Scaglia de Paulete, 1965), Austrolebias luteoflammulatus (Vaz-Ferreira, Sierra de Soriano & Scaglia de Paulete, 1965), Austrolebias viarius (Vaz-Ferreira, Sierra de Soriano & Scaglia de Paulete, 1965), Campellolebias Vaz-Ferreira & Sierra de Soriano, 1974 sowie Campellolebias brucei Vaz-Ferreira & Sierra de Soriano, 1974.
Die Bibliografie von Raúl Vaz-Ferreira umfasst 274 wissenschaftliche Arbeiten.
Vaz-Ferreiras Frau starb am 11. November 2004; er starb weniger als zwei Jahre später, am 27. Oktober 2006, im Alter von 88 Jahren. Ein Buch über Seebären, in dem er zusammen mit mehreren Mitarbeitern seine 50-jährige Forschung zusammenfasste, konnte er nicht mehr fertigstellen. Auch eine Analyse der neuronalen Studie des Rosttöpfers (Furnarius rufus), die er als einen der Faktoren zur Erklärung des komplexen Nistverhaltens postulierte, konnte er nicht mehr abschließen. Seine sterblichen Überreste wurden auf dem Britischen Friedhof in Montevideo beigesetzt.

## Mitgliedschaften
Vaz-Ferreira war Mitglied bei der FAO, der IUCN, bei BirdLife International (früher bekannt als International Council for Bird Conservation), bei der Bonner Konvention (Übereinkommen zur Erhaltung wandernder wild lebender Tierarten) und beim International Ornithological Committee. Er war Gründungsmitglied bei der Sociedad Zoológica del Uruguay, der Abteilung für Wirbeltierzoologie an der Universidad de la Republica und bei Aves Uruguay (der uruguayischen Tochterorganisation von BirdLife International).

## Ehrungen und Dedikationsnamen

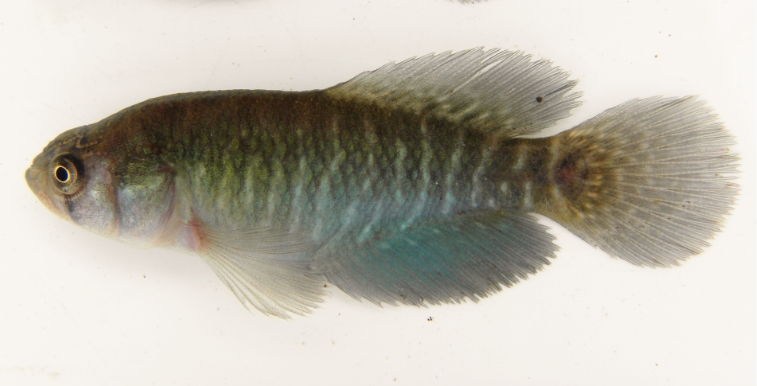
Austrolebias vazferreirai wurde zu Ehren von Vaz-Ferreira benannt.

1977 erhielt er das Ehrendiplom der Universidad Nacional de La Plata in Anerkennung der Bedeutung seines wissenschaftlichen Schaffens. 1994 wurde ihm die Killifischart Austrolebias vazferreirai gewidmet, die heute als Synonym von Austrolebias cinereus (Amato, 1986) betrachtet wird.